# 賴峰偉
賴峰偉（1953年9月20日—），臺灣政治人物，中國國民黨籍，生於澎湖縣馬公市。曾於1997年至2005年間連續兩屆當選為澎湖縣縣長；2018年再度當選澎湖縣縣長，但在2022年敗給回鍋參選的前縣長陳光復，連任失利。

## 參政

### 第13、14屆澎湖縣長
在1997年至2005年縣長任內取締毒魚、電魚、炸魚以及收購流刺網。整頓環境，推動青青草原計畫，闢建光復里隆貴公園，於2001年7月20日竣工。遷墓超過兩萬三千座，提昇殯葬水準，解決濫葬問題。

### 歷任政商職務
2008年11月1日入總統府擔任副秘書長，2010年8月2日受任考試院考選部部長。於2012年1月17日考選部尾牙時開黃腔失言，賴於同日公開為失言風波道歉，同年2月8日辭職獲馬英九總統批准。之後賴峰偉出任神腦國際董事長。2016年6月27日，神腦國際舉行股東會，董事長賴峰偉任期屆滿，謝繼茂繼任董事長。
2017年，擔任詹啟賢競選辦公室「總監」，與擔任「總顧問」的前總統府秘書長詹春柏共同支持出身醫師世家的前國民黨副主席、國光生技董事長詹啟賢競選國民黨主席。
2018年1月，賴峰偉三次在與澎湖縣議會副議長陳雙全、前澎湖縣長王乾發、馬公市長葉竹林及前議員鄭清發的民調中大幅勝出，因此國民黨澎湖縣黨部通過決議，徵召賴峰偉，代表中國國民黨參選澎湖縣長。

### 第18任澎湖縣長時期
2018年11月24日地方公職人員選舉，並於馬公市、西嶼鄉、望安鄉、七美鄉取得票數優勢，擊敗尋求連任的陳光復，當選第18屆澎湖縣縣長。

#### 舊電廠園區道路貫穿案
2019年2月15日，賴峰偉核准建設處舊澎湖發電廠、隆貴公園工程款2582萬的拆除案，引發光復里居民嚴正抗議，自組「隆貴公園自救會」，要求縣政府盡環境永續發展、文化資產保存之責，並檢討該都市計畫變更案的行政瑕疵。賴峰偉接獲居民陳情之後，表示會再針對此案審慎評估。但最終仍是於該年8月3日，澎湖縣政府仍強制執行拆毀工程，拆除範圍包括隆貴公園，以及提報歷史建築被否決的澎湖發電廠，陳抗人士對此不滿，縣府工程人員乃至於出言挑釁，雙方差點釀成肢體衝突。

#### 赴陸拜會劉結一
2019年8月1日，大陸即停辦47個城市赴台自由行的簽證。因應陸此項政策，賴峰偉、楊鎮浯與劉增應分別代表台灣三個離島縣市（澎湖縣、金門縣、連江縣）於8月12日同赴北京，拜會國台辦主任劉結一，希望能比照小三通模式，發放通往離島簽證，降低觀光產業的衝擊。但時任澎湖青年陣線召集人冼義哲卻批評，澎湖旅遊人次近年屢創新高，且賴峰偉明知「陸客不是澎湖觀光主力」的情形下，難以理解縣長多番爭取陸客來台的動機，呼籲賴峰偉莫作「台灣吳三桂」。

#### 大倉媽祖爭議
4月20日，澎湖縣工務處發布「媽祖雕像（佛首）組立統包工程」的公開招標公告。海洋公民基金會質疑澎湖縣政府此舉猶如「暗渡陳倉」，趁疫情緊繃之際發布招標公告，對此強烈不滿。「澎湖青年陣線召集人」冼義哲也提出質疑，直指賴峰偉心態猶如「建媽祖神像來防疫」，大有借疫情發揮轉移「大倉媽祖案」之疑義。

### 2022澎湖縣縣長選舉
2022年7月13日，國民黨宣布提名賴峰偉爭取連任澎湖縣縣長，雖然在馬公市、七美鄉取得領先，但最終不敵民進黨籍的前縣長陳光復。

## 選舉紀錄
| 年度 | 選舉屆數               | 選舉區 | 所屬政黨   | 得票數 | 得票率 | 當選標記 | 備註 |
| ---- | ---------------------- | ------ | ---------- | ------ | ------ | -------- | ---- |
| 1997 | 第十三屆澎湖縣縣長選舉 | 澎湖縣 | 中國國民黨 | 20,946 | 57.53% |          |      |
| 2001 | 第十四屆澎湖縣縣長選舉 | 澎湖縣 | 中國國民黨 | 22,094 | 55.32% |          |      |
| 2018 | 第十八屆澎湖縣縣長選舉 | 澎湖縣 | 中國國民黨 | 20,570 | 38.87% |          |      |
| 2022 | 第十九屆澎湖縣縣長選舉 | 澎湖縣 | 中國國民黨 | 17,081 | 33.33% |          |      |

## 財產
2019年7月22日，監察院發布的《廉政專刊》中，賴峰偉夫婦申報名下擁有４筆土地（澎湖縣馬公市兩筆，台北市中山區、澎湖縣白沙鄉各有一筆）、三筆建物（兩筆位於台北市中山區，馬公市則有一筆建物委託信託管理）、國產車1輛、保險24筆，存款新台幣823萬3,027元整，並背負房貸1,409萬2,411元整。

## 荣誉

### 中华民国勋章奖章
- 二等景星勋章（2010年8月20日于台北总统府颁授[25]）

## 外部連結
- 賴峰偉的Facebook專頁
- YouTube上的賴峰偉頻道
- 賴峰偉的Instagram帳戶